# Helvina strandi
Helvina strandi là một loài bọ cánh cứng trong họ Cerambycidae.